# كين غودوين
كين غودوين (بالإنجليزية: Ken Goodwin)‏ هو كاتب أسترالي، ولد في 29 سبتمبر 1934، وتوفي في 12 يوليو 2014.